# ستيف كوكس (مصارع رياضي)
ستيف كوكس (بالإنجليزية: Steve Cox)‏ هو مصارع محترف أمريكي، ولد في 1959 في تلسا في الولايات المتحدة.